# 只有顏值老師
《只有顏值老師》是日本東海電視台與Switch共同製作，於2021年10月9日起播出的六劇，由神尾楓珠主演。本作是東海電視台將大人的六劇更名為六劇後首作。

## 登場人物

### 主要人物
- 遠藤一誠〈24〉：神尾楓珠[1]

私立菊玲學園高等學校兼職講師。2年B班副班主任。日本歷史教師。
- 龜高千里〈33〉：貫地谷栞[1]

私立菊玲學園高等學校的2年級學年主任。生物教師。

### 教師
- 川相公次郎〈48〉：八嶋智人

私立菊玲學園高等學校的教頭。
- 小畑友理佳〈24〉：阿部華也子

私立菊玲學園高等學校的英語教師。
- 早坂優一 〈33〉：三浦涼介

私立菊玲學園高等學校的音樂教師，龜高的親友。
- 藤嶋啓介：笠原秀幸

私立菊玲學園高等學校的數學教師。
- 中村淳：和田聰宏

### 學生
- 赤羽潤平：植村颯太

2年B組學生。
- 市川大輔：櫻井海音

2年B組學生。因家庭因素而兼職工作。
- 糸井綿音：宮野陽名

2年B組學生。
- 大久保翼：前川佑

2年B組學生。輕音部所屬。
- 小野寺今日子：景井陽菜[3]

2年B組學生。
- 蟹江凛空：三浦獠太

2年B組學生。輕音部所屬。
- 川島葵：上野爽

2年B組學生。
- 木村涼介：林武尊

2年B組學生。
- 吉良太郎：大政凜

2年B組學生。
- 小林樹：若林時英

2年B組學生。
- 坂本佑太：綱啓永

2年B組學生。
- 三條愛佳：矢吹奈子（HKT48）[3]

2年B組學生。啦啦隊部的王牌。
- 田中由希：あかせあかり

2年B組學生。地下偶像。
- 内藤美羽：清田美久莉

2年B組學生。
- 堀舞：

2年B組學生。
- 本鄉茂：瀧澤諒

2年B組學生。
- 松永蓮：小宮璃央[3]

2年B組學生。班長。
- 水原水樹：田幡妃菜

2年B組學生。
- 本橋彩美：崎本詩織

2年B組學生。
- 本部凛菜：城戶茉莉花

2年B組學生。
- 森戶朋也：長谷川慎（THE RAMPAGE from EXILE TRIBE）[3]

2年B組學生。園藝部所屬。
- 山路美子：石井禮美

2年B組學生。

### 其他人物
宮坂大輝：宮本龍之介

## 製作人員
- 企劃：市野直親（東海電視台）
- 劇本：水野宗德、櫻井智也、秋山龍平、保木本真也
- 音樂：木村秀彬
- 主題曲：崎山蒼志〈風來〉（Sony Music Records）
- 導演：原桂之介、白川士（Switch）、八十島美也子
- 製作人：後藤勝利（東海電視台）、中頭千廣（東海電視台）、池田禎子（Switch）
- 製作：東海電視台、Switch

## 播出日程
| 集數  | 播出日期 | 標題 | 劇本     | 導演     |
| ----- | -------- | ---- | -------- | -------- |
| 第1話 | 10月9日  |      | 水野宗德 | 原桂之介 |

## 外部連結
- 官方网站 - 富士電視台 （中文）
- 官方网站 - 東海電視台 （日語）
- 官方网站 - 富士電視台 （日語）

| 日本 富士電視台 大人的六劇                             | 日本 富士電視台 大人的六劇                     | 日本 富士電視台 大人的六劇 |
| ------------------------------------------------------ | ---------------------------------------------- | -------------------------- |
|                                                        | 只有顏值老師 （2021年10月9日－2021年12月18日） |                            |
| 准教授・高槻彰良的推測 （2021年8月7日－2021年9月25日） | —                                              |                            |